# Torneos Apertura y Finalización (Colombia)
Los Torneos Apertura y Finalización también llamados torneos cortos se implantaron en Colombia en 1968 como fases regulares del Torneo Colombiano, sin embargo estos no son considerados como títulos oficiales por la División Mayor del Fútbol Colombiano. Por tal motivo en la época que se disputaron (1968-2001) solo se consideraban títulos honoríficos aunque en algunos casos estuvieran en juego puntos para de bonificación o trofeos extraoficiales.

## Historia
Los torneos cortos se empezaron a disputar en el año de 1968 en Colombia para definir los 2 finalistas del torneo de aquel año, debido a la gran acogida del sistema de torneos cortos este se implementó con distintas variantes hasta 2001; entre 1969 y 1973 los mejores clasificados de cada torneo jugaban una ronda final que bien podía constar de 3 o 4 equipos ya que a la final pasaban el primero y segundo de cada torneo siendo posible que un equipo que no hubiera ganado ningún torneo corto se consagrara campeón como sucedió en el campeonato 1971 cuando Santa Fe fue el campeón.
En 1974 cambio el sistema del torneo así el ganador del apertura junto con los 6 mejores clasificados jugaban el denominado "Grupo A" del torneo finalización en donde se disputaba el título del Finalización además de la mayoría de cupos restantes al hexagonal final u octagonal final este sistema se empleó hasta el Campeonato 1982.
En 1983 se cambió el sistema del Apertura ya que se dividían en dos grupos a los equipos del torneo y así los primeros de cada grupo disputaban la final del apertura por la máxima bonificación del campeonato (1.00 para el primero y 0.75 para el segundo) en algunos casos el torneo varió de nombre; los segundos lugares de cada grupo jugaban por el tercer puesto y una bonificación del 0.50.
El Finalización se disputó en ronda única de todos contra todos y los mejores 8 equipos de la temporada (acumulada) pasaban a jugar el octagonal final con las ventajas que significaban la bonificación, este sistema se utilizó hasta 1987 ya que para los torneos de 1988 y 1990 el Apertura consto de dos fases pentagonales regionales y triangulares en donde salía una tabla general y así se repartían los puntos del 1º al 4º.
Para el Campeonato colombiano 1989 se modificó el sistema de torneo jugando 3 fases con bonificaciones diferentes, la Fase I (reemplazo del Apertura) donde la máxima bonificación fue de 0.50, la Fase II Copa Colombia 1989 con bonificación de 1.00,  y la Fase III (reemplazo del Finalización) con bonus del 0.50, fue el único torneo con esa forma de disputa.
Entre 1998 y 2001 los ganadores recibían como premio un cupo la Copa Libertadores del año siguiente y desde la temporada 2002 el ganar el título otorga estrellas de campeonato y clasificación a la fase de grupos de Copa Libertadores.

## Ganadores del Torneo Apertura
| Año  | Ganador                | Resultado  | Segundo                | Nombre del torneo            |
| ---- | ---------------------- | ---------- | ---------------------- | ---------------------------- |
| 1968 | Unión Magdalena        | Liga       | Deportivo Cali         | Torneo Apertura              |
| 1969 | Deportivo Cali         | Liga       | América de Cali        | Torneo Apertura              |
| 1970 | Independiente Santa Fe | Liga       | Atlético Junior        | Torneo Apertura              |
| 1971 | Atlético Nacional      | Liga       | Deportivo Cali         | Torneo Apertura              |
| 1972 | Millonarios            | Liga       | Atlético Junior        | Torneo Apertura              |
| 1973 | Millonarios            | Liga       | Deportivo Cali         | Torneo Apertura              |
| 1974 | Atlético Nacional      | 3-2 ; 1-2  | Deportivo Cali         | Torneo Apertura              |
| 1975 | Millonarios            | Liga       | Deportivo Cali         | Torneo Apertura              |
| 1976 | Atlético Junior        | 4-1 ; 1-4  | Millonarios            | Torneo Apertura              |
| 1977 | Atlético Junior        | Liga       | Deportivo Cali         | Torneo Apertura              |
| 1978 | Atlético Nacional      | Liga       | Deportivo Cali         | Torneo Apertura              |
| 1979 | Deportivo Cali         | 0-0 ; 0-0  | América de Cali        | Torneo Apertura              |
| 1980 | Atlético Junior        | 2-1 ; 2-1  | Deportivo Cali         | Torneo Apertura              |
| 1981 | América de Cali        | Liga       | Millonarios            | Torneo "Chalela y Chalela"   |
| 1982 | América de Cali        | 2-2 ; 2-1  | Deportivo Cali         | Torneo Apertura              |
| 1983 | Once Caldas            | 2-2 ; 2-0  | Atlético Junior        | Copa de la Paz               |
| 1984 | América de Cali        | 2-0 ; 1-0  | Atlético Junior        | Copa de la Paz               |
| 1985 | Atlético Junior        | 2-0 ; 0-0  | Independiente Medellín | Copa de la Paz               |
| 1986 | Atlético Junior        | 1-0 ; 0-0  | Independiente Medellín | Torneo "José Eduardo Gnecco" |
| 1987 | Millonarios            | 3-1        | América de Cali        | Torneo "Héctor Mesa Gómez"   |
| 1988 | Atlético Nacional      | Triangular | Millonarios            | Torneo Apertura              |
| 1989 | América de Cali        | Liga       | Atlético Junior        | Fase I                       |
| 1990 | América de Cali        | Triangular | Independiente Santa Fe | Mustang I                    |
| 1991 | Millonarios            | Triangular | Independiente Santa Fe | Mustang I                    |
| 1992 | Deportivo Cali         | Liga       | Independiente Santa Fe | Mustang I                    |
| 1993 | Atlético Junior        | Liga       | Once Caldas            | Mustang I                    |
| 1994 | Atlético Nacional      | Liga       | América de Cali        | Mustang I                    |
| 1995 | Deportivo Cali         | Liga       | Atlético Nacional      | Mustang I                    |
| 1996 | América de Cali        | Liga       | Atlético Nacional      | Mustang I                    |
| 1998 | Once Caldas            | Liga       | Atlético Nacional      | Mustang I                    |
| 1999 | América de Cali        | Liga       | Atlético Nacional      | Mustang I                    |
| 2000 | Deportivo Cali         | Liga       | América de Cali        | Mustang I                    |
| 2001 | Cortuluá               | Liga       | Deportivo Cali         | Mustang I                    |

### Victorias por equipo
| Equipo                 | Ganados | Torneos logrados                   | Segundo lugar                                              |
| ---------------------- | ------- | ---------------------------------- | ---------------------------------------------------------- |
| América de Cali        | 6/5     | 1981, 1982, 1984, 1990, 1996, 1999 | 1969, 1979, 1987, 1994, 2000                               |
| Deportivo Cali         | 5/10    | 1969, 1979, 1992, 1995, 2000       | 1968, 1971, 1973, 1974, 1975, 1977, 1978, 1980, 1982, 2001 |
| Atlético Junior        | 5/6     | 1976, 1977, 1980, 1985, 1986       | 1970, 1972, 1983, 1984, 1996                               |
| Atlético Nacional      | 5/4     | 1971, 1974, 1978, 1988, 1994       | 1995, 1996, 1998, 1999                                     |
| Millonarios            | 5/3     | 1972, 1973, 1975, 1987, 1991       | 1976, 1981, 1988                                           |
| Once Caldas            | 3       | 1983, 1993, 1998                   |                                                            |
| Independiente Santa Fe | 1/3     | 1970                               | 1990, 1991, 1992                                           |
| Unión Magdalena        | 1       | 1968                               |                                                            |
| Cortuluá               | 1       | 2001                               |                                                            |

## Ganadores del Torneo Finalización
| Año  | Ganador                | Resultado  | Segundo                | Nombre del torneo            |
| ---- | ---------------------- | ---------- | ---------------------- | ---------------------------- |
| 1968 | Deportivo Cali         | Liga       | América de Cali        | Torneo Finalización          |
| 1969 | Millonarios            | Liga       | Deportivo Cali         | Torneo Finalización          |
| 1970 | Deportivo Cali         | Liga       | Cúcuta Deportivo       | Torneo Finalización          |
| 1971 | Millonarios            | Liga       | Independiente Santa Fe | Torneo Finalización          |
| 1972 | Deportivo Cali         | Triangular | Millonarios            | Torneo Finalización          |
| 1973 | Atlético Nacional      | Liga       | Millonarios            | Torneo Finalización          |
| 1974 | Deportivo Cali         | Grupo A    | América de Cali        | Torneo Finalización          |
| 1975 | Independiente Santa Fe | Grupo A    | Millonarios            | Torneo Finalización          |
| 1976 | Deportivo Cali         | Grupo A    | Atlético Nacional      | Torneo Finalización          |
| 1977 | Deportivo Cali         | Grupo A    | Millonarios            | Torneo Finalización          |
| 1978 | América de Cali        | Grupo A    | Millonarios            | Torneo Finalización          |
| 1979 | América de Cali        | Grupo A    | Deportivo Cali         | Torneo Finalización          |
| 1980 | Deportivo Cali         | Grupo A    | Millonarios            | Torneo Finalización          |
| 1981 | Deportes Quindío       | Grupo A    | Deportivo Cali         | Torneo "Chalela y Chalela"   |
| 1982 | América de Cali        | Grupo A    | Deportivo Pereira      | Torneo Finalización          |
| 1983 | Atlético Nacional      | Liga       | América de Cali        | Torneo Nacional              |
| 1984 | América de Cali        | Liga       | Atlético Nacional      | Torneo Nacional              |
| 1985 | América de Cali        | Liga       | Deportivo Cali         | Torneo Nacional              |
| 1986 | Millonarios            | Liga       | América de Cali        | Torneo "Edmer Tamayo Marín"  |
| 1987 | Millonarios            | Liga       | Atlético Nacional      | Torneo "Carlos Arturo Mejía" |
| 1988 | Millonarios            | Liga       | Independiente Santa Fe | Torneo Nacional              |
| 1989 | América de Cali        | Liga       | Millonarios            | Fase III                     |
| 1990 | América de Cali        | Liga       | Independiente Medellín | Mustang II                   |
| 1991 | Atlético Junior        | Liga       | Deportes Quindío       | Mustang II                   |
| 1992 | América de Cali        | Liga       | Atlético Junior        | Mustang II                   |
| 1993 | Independiente Medellín | Liga       | Atlético Junior        | Mustang II                   |
| 1994 | Atlético Nacional      | Liga       | Millonarios            | Mustang II                   |
| 1996 | Deportivo Cali         | Liga       | América de Cali        | Mustang II                   |
| 1997 | Unión Magdalena        | Grupo A    | Atlético Nacional      | Mustang II                   |
| 1998 | Once Caldas            | Liga       | Deportivo Cali         | Mustang II                   |
| 1999 | Atlético Nacional      | 0-0 ; 1-0  | Independiente Medellín | Mustang II                   |
| 2000 | América de Cali        | Liga       | Independiente Santa Fe | Mustang II                   |
| 2001 | Once Caldas            | Liga       | Millonarios            | Mustang II                   |

### Victorias por equipo
| Equipo            | Ganados | Torneos logrados                               | Segundo lugar                                  |
| ----------------- | ------- | ---------------------------------------------- | ---------------------------------------------- |
| América de Cali   | 8/5     | 1978, 1979, 1982, 1984, 1985, 1990, 1992, 2000 | 1968, 1974, 1983, 1986, 1996                   |
| Deportivo Cali    | 8/5     | 1968, 1970, 1972, 1974, 1976,1977, 1980, 1996  | 1969, 1979, 1981, 1985, 1998                   |
| Millonarios       | 5/8     | 1969, 1971, 1986, 1987, 1988                   | 1972, 1973, 1975, 1977, 1978, 1980, 1994, 2001 |
| Atlético Nacional | 4/4     | 1973, 1983, 1994, 1999                         | 1976, 1984, 1987, 1997                         |
| Once Caldas       | 2       | 1998, 2001                                     |                                                |
| Ind. Santa Fe     | 1/3     | 1975                                           | 1971, 1988, 2000                               |
| Atlético Junior   | 1/2     | 1991                                           | 1992, 1993                                     |
| Ind. Medellín     | 1/2     | 1993                                           | 1990, 1999                                     |
| Deportes Quindío  | 1/1     | 1981                                           | 1991                                           |
| Unión Magdalena   | 1       | 1997                                           |                                                |

## Torneos especiales
- Copa Colombia de 1981 ganada por Independiente Medellín fue un torneo extra del campeonato de aquel año y contó como clasificatorio al octogonal del año siguiente[9] se considera una edición oficial de Copa Colombia.

- Copa Colombia de 1989 ganada por Independiente Santa Fe[10] el torneo fue una fase regular del campeonato de aquel año aunque también se considera una edición oficial de Copa Colombia[11]

- Liguilla Pre-Conmebol disputado en el año de 1996 por los ocho equipos que quedaron fuera de los cuadrangulares semifinales. El ganador fue Independiente Santa Fe[12]

- Torneo Adecuación torneo extra que sirvió para buscar el segundo finalista de la temporada el ganador fue el Atlético Bucaramanga.

- Triangular de promoción torneo extra que sirvió para buscar 2 equipos entre el descendido del 2001, Atlético Bucaramanga, y los dos afiliados a la Dimayor en la Primera B, Cúcuta Deportivo y Unión Magdalena, para el Temporada 2002 el ganador fue el Unión Magdalena y permanencia de Atlético Bucaramanga.

- Cuadrangulares de Históricos torneo especial de ascenso que se disputó por les equipos históricos en la Primera B los ascensos fueron para Cúcuta Deportivo y Cortuluá.

- Liguilla Pre-Sudamericana torneo especial que otorgó una plaza en el repechaje a la Copa Sudamericana 2021 ganado por Millonarios.

## Primera B
En la Categoría Primera B del fútbol colombiano desde la temporada 2006 se juega con el sistema de torneos cortos aunque estos no otorgan ascenso directo valen un cupo en la final de ascenso de fin de año además de grantizar un cupo en la Serie de promoción, estos torneo otorgan premiación al ganador con medallas y trofeo, en 2010 se disputó temporada anual y a partir del 2014 se regresa a la temporada anual.

### Ganadores del Torneo Apertura de Ascenso
| Temporada | Ganador             | Resultado       | Segundo          | Nombre del torneo        |
| --------- | ------------------- | --------------- | ---------------- | ------------------------ |
| 2006      | La Equidad          | Cuadrangular    | Valledupar F. C. | Copa Premier I           |
| 2007      | Envigado F. C.      | 1-1 ; 1-1 (5-4) | Academia F. C.   | Copa Premier I           |
| 2008      | Deportivo Rionegro  | 1-1 ; 1-1 (5-4) | Unión Magdalena  | Copa Premier I           |
| 2009      | Cortuluá            | 3-1 ; 0-2 (6-5) | Itagüí Ditaires  | Copa Premier I           |
| 2011      | Patriotas Boyacá    | 0-0 ; 0-0 (5-4) | Cortuluá         | Torneo Postobón I        |
| 2012      | América de Cali     | 1-1 ; 1-1 (5-4) | Unión Magdalena  | Torneo Postobón I        |
| 2013      | Uniautónoma         | 2-1 ; 1-2 (3-1) | Unión Magdalena  | Torneo Postobón I        |
| 2014      | Jaguares de Córdoba | 4-1 ; 1-1       | América de Cali  | Torneo Postobón I        |
| 2017      | Boyacá Chicó        | 3-2 ; 1-1       | Real Santander   | Torneo Águila I          |
| 2019      | Deportivo Pereira   | 1-2 ; 2-1 (3-1) | Cortuluá         | Torneo Águila I          |
| 2021-I    | Deportes Quindío    | 1-0 ; 1-0       | Cortuluá         | Torneo BetPlay Dimayor-I |
| 2022      | Boyacá Chicó        | 0-0 ; 2-2 (4-2) | Deportes Quindío | Torneo BetPlay Dimayor-I |
| 2023      | Patriotas Boyacá    | 1-0 ; 0-0       | Llaneros         | Torneo BetPlay Dimayor-I |

### Ganadores del Torneo Finalización de Ascenso
| Temporada | Ganador              | Resultado       | Segundo               | Nombre del torneo         |
| --------- | -------------------- | --------------- | --------------------- | ------------------------- |
| 2006      | La Equidad           | Cuadrangular    | Cortuluá              | Copa Premier II           |
| 2007      | Envigado F. C.       | 2-1 ; 1-2       | Academia F. C.        | Copa Premier II           |
| 2008      | Real Cartagena       | 1-2 ; 2-0       | Valledupar F. C.      | Copa Premier II           |
| 2009      | Atlético Bucaramanga | 1-1 ; 2-0       | Atlético de la Sabana | Copa Premier II           |
| 2011      | Deportivo Pasto      | 1-1 ; 1-0       | Centauros Popayán     | Torneo Postobón II        |
| 2012      | Alianza Petrolera    | 1-0 ; 3-1       | Deportivo Rionegro    | Torneo Postobón II        |
| 2013      | Fortaleza F. C.      | 0-0 ; 0-0 (3-1) | Deportivo Rionegro    | Torneo Postobón II        |
| 2014      | Deportes Quindío     | 0-1 ; 4-1       | Deportivo Rionegro    | Torneo Postobón II        |
| 2017      | Itagüí Leones        | 4-1 ; 0-0       | Llaneros              | Torneo Águila II          |
| 2019      | Deportivo Pereira    | 2-1 ; 1-1       | Boyacá Chicó          | Torneo Águila II          |
| 2021      | Unión Magdalena      | 1-1 (3-0)       | Cortuluá              | Torneo BetPlay Dimayor-II |
| 2022      | Atlético Huila       | 0-1 ; 1-0 (4-2) | Boyacá Chicó          | Torneo BetPlay Dimayor-II |
| 2023      | Fortaleza CEIF       | 0-1 ; 2-0       | Cúcuta Deportivo      | Torneo BetPlay Dimayor-II |